# Glycon

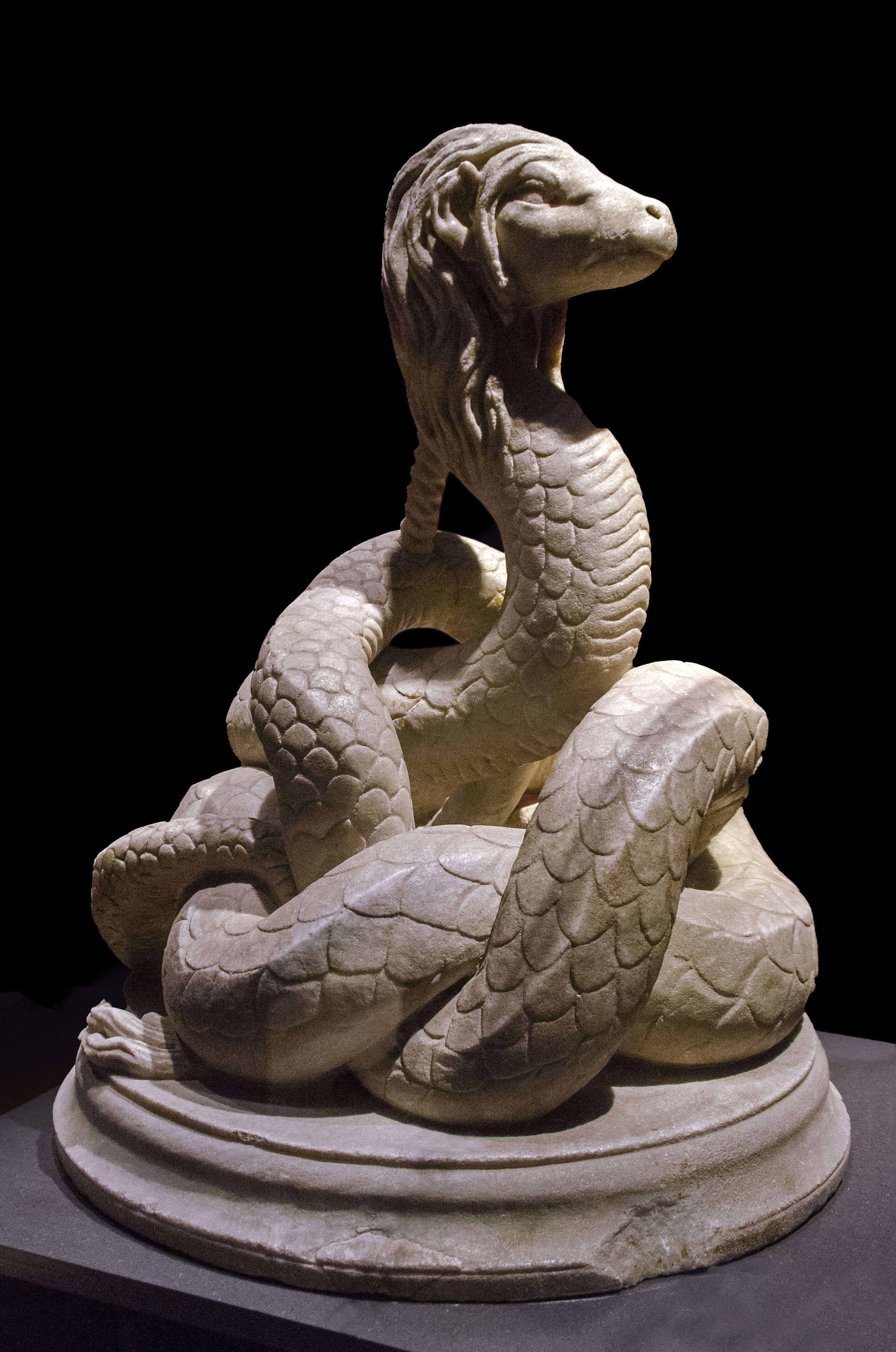
Estátua do século II de Glycon

Glycon (ou Glykon) é uma divindade-serpente romana, que era adorada na vila de Abonútico, sob o governo do imperador romano Antonino Pio. A única menção de sua existência é feita pelo satirista grego Luciano, que consagrou à divindade um tratado,  Alexandre ou o falso profeta, contra o profeta grego Alexandre de Abonútico, que havia inaugurado o culto desta divindade e que Luciano acusa de fraude.